# Casimir Katz (Verleger)
Casimir Paul Katz (* 7. September 1925 in Lübeck; † 21. März 2008 in Rastatt) war ein deutscher Unternehmer und Verleger.

## Leben
Casimir Katz wurde als erstes Kind des Holzindustriellen Helmuth Katz (1891–1969) und seiner Frau Elisabeth geborene Bender (1904–1993) in Lübeck geboren. Er entstammte einer Familie, „die seit Jahrhunderten dem Wald und dem Handel mit Holz verbunden“ war. Sein Urgroßvater, der Reichstagsabgeordnete Casimir Rudolf Katz, war Verwaltungsratsvorsitzender der Murgschifferschaft und Pionier der industriellen Holzbearbeitung, sein Großvater Casimir Otto Katz war Pionier der industriellen Bierdeckelherstellung. Seine Kindheit und Jugend verbrachte Casimir Katz in Lübeck. Ab 1936 besuchte er das Johanneum zu Lübeck. Als sogenannter „Mischling zweiten Grades“ war er in der Zeit des Nationalsozialismus Benachteiligungen ausgesetzt. Das 1946 begonnene Studium der Volks- und Betriebswirtschaftslehre an der Johann-Wolfgang-Goethe-Universität Frankfurt am Main schloss er 1949 als Diplom-Kaufmann ab. Über das Thema Finanzierung der Holzwirtschaft promovierte er zum Dr. rer. pol. Aus der 1953 geschlossenen Ehe mit Christine Fischer (* 1930) gingen drei Kinder hervor.

## Tätigkeit in der Holz- und Papierindustrie sowie in der Forstwirtschaft
1951 trat Casimir Katz in den Vorstand der Katz & Klumpp AG in Gernsbach ein, zu dieser Zeit „eines der weltmarktführenden Unternehmen der Holzindustrie“. 1962 schied er aus dem Vorstand aus, als die Firmen G. A. Pfleiderer in Neumarkt und K. Richtberg KG in Bingen die Aktienmehrheit an der Katz & Klumpp AG erwarben. Als langjähriges Mitglied des Aufsichtsrates blieb er dem Unternehmen (seit 1970 Katz Werke AG, seit 2009 zur Koehler Paper Group gehörend) verbunden. Seit 1983 gehörte Casimir Katz dem Verwaltungsrat der Murgschifferschaft an, von 1997 bis zu seinem Tod 2008 als dessen Vorsitzender.

## Tätigkeit als Verleger und Autor
1962 machte sich Casimir Katz als Journalist und Unternehmensberater selbständig. 1968 erwarb er den Europäischen Wirtschaftsdienst (EUWID). Er entwickelte ihn aus kleinen Anfängen heraus zu einem bedeutenden Brancheninformationsdienst, der gegenwärtig (2011) in deutschen und englischen Ausgaben für insgesamt neun Wirtschaftszweige erscheint. Ebenfalls 1968 übernahm er den Deutschen Betriebswirte-Verlag, den er von Berlin nach Gernsbach umsiedelte. 1985 gründete er den Casimir Katz Verlag mit den Programmschwerpunkten Geschichte und Biographien.
Casimir Katz hat mehrere Spezialpublikationen zur Holz- und Papierindustrie herausgegeben, u. a. das Wörterbuch Holz, das Fachwörterbuch Papier und zusammen mit Lothar Göttsching das dreibändige Papier-Lexikon. Im Jahr 2000 veröffentlichte er unter dem Titel Jeder sah es anders Erinnerungen an seine Kindheit und Jugend im Dritten Reich. Die Geschichte seiner Familie verarbeitete er in dem 2005 erschienenen Roman Die Holzbarone. Motive des Buchs dienten als Vorlage für den ZDF/ORF-Fernsehfilm Die Holzbaronin aus dem Jahr 2012.

## Werke (Auswahl)
- Herausgeber
  - mit Lothar Göttsching: Papier-Lexikon. 3 Bände u. CD. Deutscher Betriebswirte-Verlag, Gernsbach 1999, ISBN 3-88640-090-5.
  - Wörterbuch Holz. Deutsch-Englisch, Englisch-Deutsch. 3. Auflage. Deutscher Betriebswirte-Verlag, Gernsbach 2006, ISBN 3-88640-116-2.
  - Fachwörterbuch Papier. Deutsch-Englisch, Englisch-Deutsch. 4. Auflage. Deutscher Betriebswirte-Verlag, Gernsbach 2009, ISBN 978-3-88640-138-3.
- Autor
  - Jeder sah es anders. Erinnerungen an meine Kindheit und Jugend im Dritten Reich. Casimir Katz Verlag, Gernsbach 2000, ISBN 3-925825-77-0.
  - Die Holzbarone. Chronik einer Industriellenfamilie. Roman. Casimir Katz Verlag, Gernsbach 2005, ISBN 3-925825-97-5.
  - Wahrheit und Dichtung – Geschichte und Erinnerungen an eine bewegte Zeit. Casimir Katz Verlag, Gernsbach 1995.
  - Die Patriarchin. Das Leben der Johanna Ernestine Katz, geb. Kast. Erzählt von ihrem Enkel Casimir Paul Katz. Casimir Katz Verlag, Gernsbach 1998, ISBN 3-925825-77-4.